# 라인하르트 작전

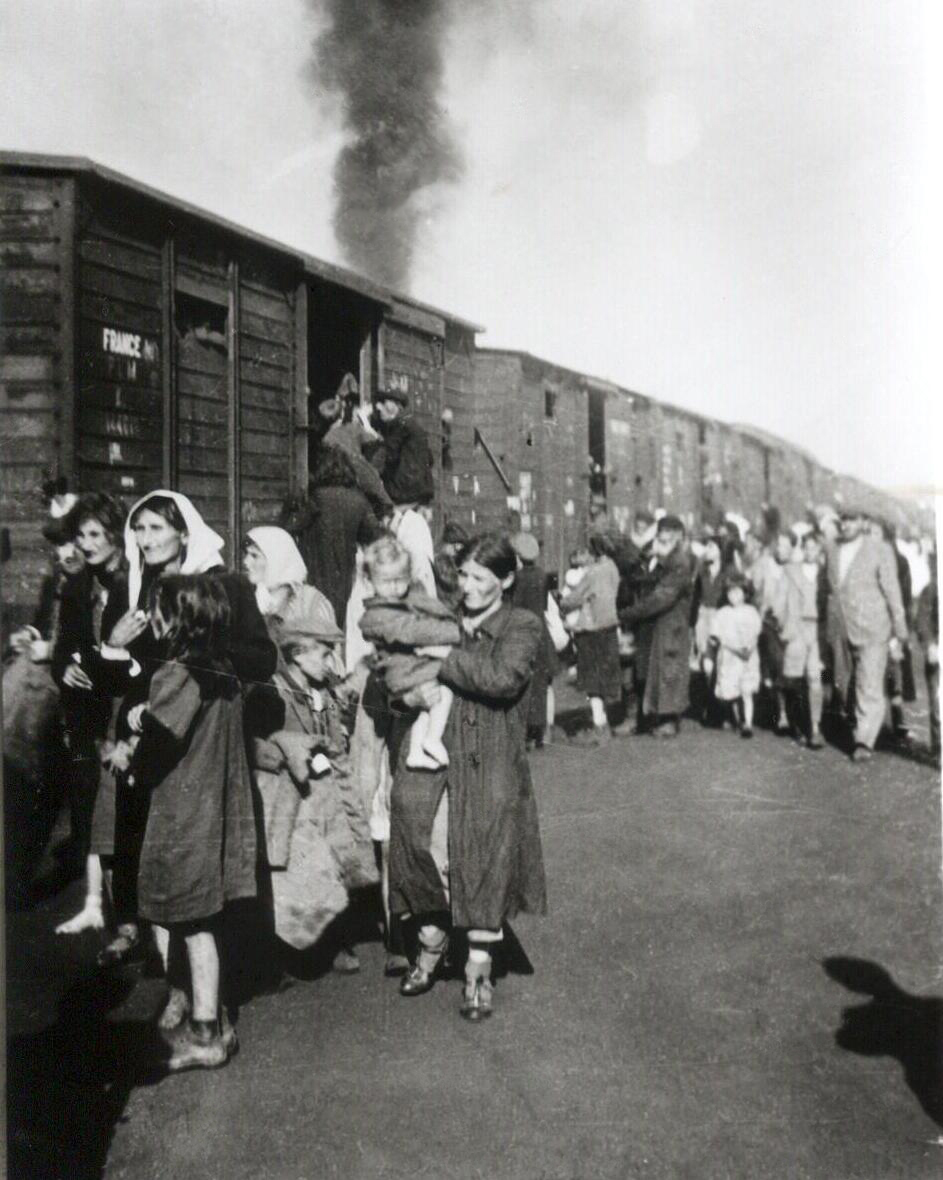
시에들체 게토의 유대인들이 트레블링카 강제 수용소로 가는 열차에 강제로 태워졌다.

라인하르트 작전(독일어: Aktion Reinhard)은 제2차 세계 대전 당시 독일이 점령한 폴란드의 총독부 구역에서 폴란드 유대인을 말살하기 위해 수행한 독일의 비밀 작전 암호명이었다. 홀로코스트의 가장 치명적인 이 단계는 절멸 수용소의 도입으로 특징지어졌다. 이 작전은 1942년 3월부터 1943년 11월까지 진행되었다. 1942년 7월 말에서 11월 초까지 단 100일 동안 약 147만 명 이상의 유대인이 살해되었는데, 이 수치는 르완다 학살의 일반적으로 제시된 사망률보다 약 83% 더 높다. 1942년 7월에서 10월까지의 기간 동안 라인하르트 작전을 포함한 모든 유대인 살해를 포함한 전체 사망자 수는 그 4개월 동안만 200만 명에 달했다. 역사상 가장 빠른 대량 학살율이었다.